# Sebeos
Sebeos (armeni Սեբեոս) va ser un bisbe armeni i historiador.
Sabem molt poc sobre la vida de Sebeos. Les dates del seu naixement i la seva mort són desconegudes, però els historiadors coincideixen que va viure al segle vii. Va freqüentar la cort de Còsroes II de Pèrsia i participa en el Quart Concili de Dvin del 645 com a «bisbe dels Bagratuní» segons la vuitena signatura fixada als textos de les resolucions del concili.

## Obra
Segons la tradició armènia, Sebeos és l'autor d'una important obra històrica, coneguda amb el nom d'Història d'Heracli,dividida en dues parts. La primera s'ocupa del període que s'esté des del combat mític de Haik contra Bel, en la revolta comandada per Vardanes Mamiconi contra els perses als anys 570; la segona prossegueix fins al 661 i descriu especialment les accions dutes a terme a Armènia per l'emperador romà d'Orient Heracli i el principi de les incursions àrabs, el que constitueix una continuació de la història de Ghazar Parpetsi Sebeos aporta nombroses informacions sobre els «grans reis» des del regnat de Peroz I (mort el 484) al de Isdigerdes III (mort el 651). La crònica s'acaba amb la guerra civil àrab i l'ascens polític de Muàwiya ibn Abi-Sufyan.
La primera edició d'aquesta obra a Constantinoble, el 1851, es basa en un manuscrit descobert a Vagharxapat el 1842; el manuscrit no tenia ni títol ni divisions, i el títol Història d'Heracli, així com l'atribució a Sebeos li van ser donats quan es va descobrir, amb la suposició d'una identificació d'aquest manuscrit amb la Història de Sebeos, evocada per diverses fonts medievals. Aquest manuscrit està, d'altra banda, perdut en l'actualitat, el que ho fa difícil atribuir-li la paternitat de l'obra amb certesa. i l'autor és sovint anomenat «Pseudo-Sebeos» o fins i tot « Pseudo-Agatàngelos» La primera part conté també la Història primitiva de l'enigmàtic sirià anomenat Mar Abas Catina (al qual es refereix igualment Moisès de Corene a la seva Història d'Armènia, mentre que es desvia en diverses parts de la versió del « Pseudo-Sebeos»)